# さそり座イータ星
さそり座η星（さそりざイータせい、η Sco/η Scorpii）は、さそり座の恒星で3等星。黄白色の準巨星。

## 名称
日本の一部の文献ではこの星にサビク (Sabik) という固有名を与えているものもあるが、これは本来「サビク」という固有名を持っているへびつかい座η星と所属する星座が隣接している上バイエル符号が同じであることにより生じた混同による誤りである。